# Ileana Cosânzeana

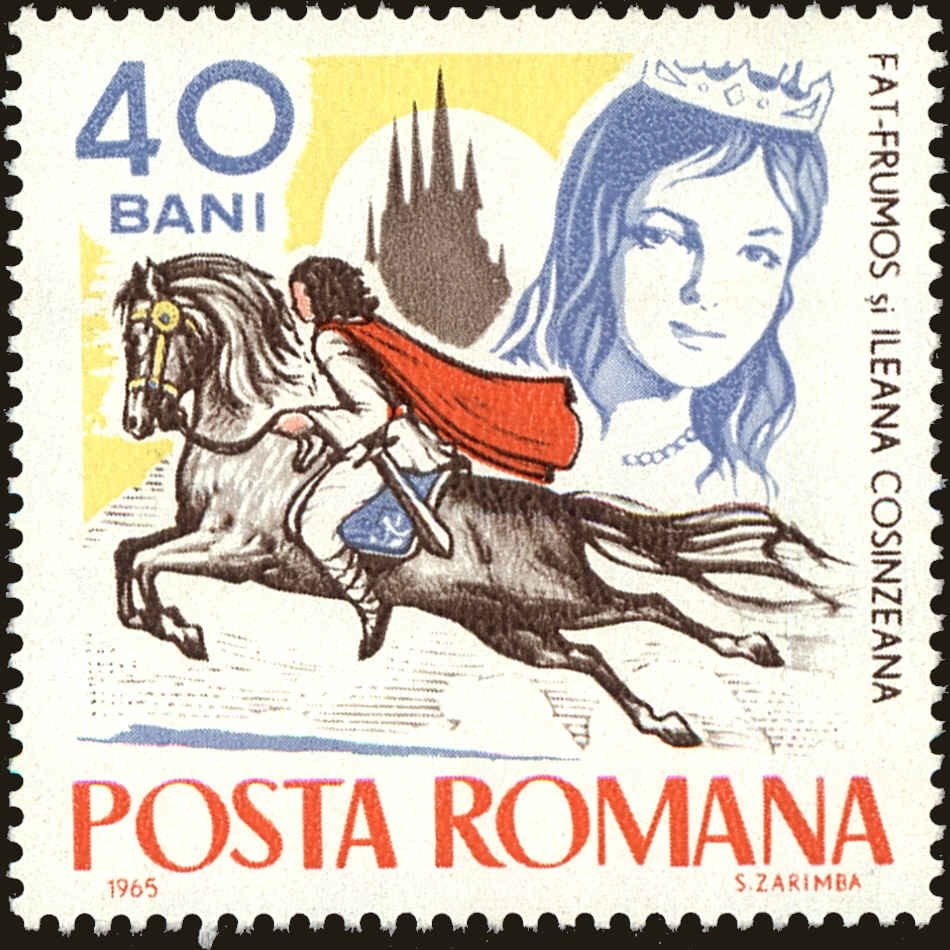
Segell romanès de 1965.

Ileana Cosânzeana és una figura de la mitologia romanesa. És representada com una bella princesa bondadosa o filla d'un emperador, o descrita com una fada amb poders immensos.

## Noms
Segons la professora Nina Cuciuc, el seu nom també es pot traduir o escriure de la següent manera: Cosînzeana, Cosenzeana, Sânziana, Sînziana, Ileana Kossinzana, Hélène Cossinzana i Ileana Cosînzeana Sora Soarelui ("Germana del Sol"). També es pot descriure com la "reina de les flors".
Segons Adela Ileana Draucean, el nom Ileana deriva d'Elena, i cosânzeana està vinculat a sânziană, una festa romanesa i un altre terme per designar les fades de la mitologia romanesa.
El lingüista romanès Sorin Paliga també enumera diversos noms alternatius per al personatge: Ileana Simziana, Floarea Florilor ("la flor de les flors"); Frumoasa lumii ("La bellesa del món"); Zâna dobrozâna (zânǎ, del llatí Diana, que significa fada, i, segons ell, la paraula eslava dobr 'bo'). De vegades s'anomena Rora i Rozuna, que, segons Paliga, conté la paraula per "rosada", que -argumenta- la connecta amb una divinitat de l'alba i la vegetació. Una altra teoria proposa un origen parcial d'un llatí tardà Constantiana, potser influenciat per la pronunciació grega *Cosandiana. Això pot ser degut a una associació amb Santa Helena, mare de l'emperador Constantí el Gran, més tard influenciada per sânziană i associada amb les fades.

## En el folklore
En el folklore romanès, Ileana és el concepte original de bellesa femenina, el més bonic entre les fades: seus ulls semblen el sol, el seu cos és com el mar i les seves peces de vestir són de flors. Perles i or surten de la seva boca quan canta. També es diu que utilitza el seu poder de màgia blanca per curar o reviure. Ileana Cosânzeana significa la imaginació més poètica del geni romanès. Ella personifica la bellesa, la joventut i l'ànima angelical, en una paraula, la perfecció de la humanitat. És un personatge mític amb poders sobrenaturals i amb trets simbòlics. Ileana Cosânzeana aconsegueix derrotar les forces del mal perquè és molt valenta, intel·ligent, modesta i diligent.

### Ileana com la lluna
Ileana Cosanzeana és "la noia amb els cabells daurats i els ulls blaus" i, argumenta la professora Adela Ileana, representa l’"homòleg femení" a "l'arquetip solar masculí": el príncep Făt-Frumos. D'altra banda, l'estudiosa Simona Galatchi defensa un aspecte lunar d'Ileana Cosanzeana, també per la seva possible etimologia que la connecta amb la deessa romana Diana.
També es diu que la lluna va ser adorada com a Ileana Sanziana. El folklorista romanès Marcu Beza va afirmar que la lluna apareix com la germana del sol en "una popular" cançó de Nadal romanesa (colinda), i també en una balada de Transsilvània.
En una llegenda recollida per Tereza Stratilesco, el sol es vol casar, però no pot trobar una dona adequada. Albira un grup de nou donzelles, inclosa Ileana Simziana, "la germana del sol". Ella intenta dissuadir-lo de casar-se amb la seva pròpia germana posant-li tasques difícils. Mentrestant, Ileana es beneeix amb el senyal de la creu i es submergeix al mar, convertint-se en un barb. El sol ordena als pescadors que la portin, però només troben el peix. Els sants s'apiaden d'ella, la treuen del mar i a veure Adam i Eva, que la "politen" i la diuen "Luna". Déu la posa com la contrapartida del sol.
Beza també va informar d'una versió de la història recollida pel també folklorista G. Dem. Teodorescu, on la lluna intenta frenar el casament demanant al Sol que creï un pont de ferro sobre el mar Negre i una escala cap al cel.

## En contes
En alguns contes "Ileana Cosânzeana" és la fada de les flors de la primavera, que dona a cada flor el seu perfum, encara que també té el poder de recuperar-lo. Els elfs l'estimen, com les flors; fins i tot el vent estima la Ileana, però mai la podrà atrapar. En el mite, és una bella princesa que és segrestada pel Zmeu (un equivalent al Drac), que la tanca al seu castell i espera que ella cedi a la seva proposta de matrimoni. És salvada per Făt-Frumos, que és anàleg al príncep encantador. Făt-Frumos es posa a prova a través de molts obstacles mentre fa el seu camí cap a Ileana Cosânzeana. Finalment, lluita contra el Zmeu, el venç i allibera Ileana Cosânzeana. Tots dos viuen feliços per sempre.
En alguns contes es descriu Ileana Cosânzeana que té un germà gran: Verea Viteazul.
En el conte Ileana Cosânzana, din cosita floarea-i canta, noua imparatii asculta ("Ileana Cosanzeana, la flor que té en el seu cabell trenat canta, nou regnes escolten"), la princesa Ileana Cosanzeana s'associa amb la música d'una flor màgica que produeix cançons celestials.

## Personatges relacionats
Al folklore romanès existeix una altra donzella de fades amb un nom semblant: Iana Sanziana (ro). Segons Adela Ileana, no es poden confondre l'un amb l'altre, malgrat algunes similituds: tots dos són efectivament fades, però Iana és un personatge celeste o astral, mentre que Ileana Cosanzeana és "una humana, ctònica". Iana també mostra trets de caràcter solar, essent la germana del sol.